# Yana Toboso
Yana Toboso (jap. 枢 やな Toboso Yana; ur. 24 stycznia 1984 w Warabi, w Japonii) – japońska mangaka urodzona w Warabi (Prefektura Saitama), w Japonii, obecnie mieszka w Jokohamie. Najbardziej znana ze swojej mangi pt. Kuroshitsuji. Jest również autorką mang yaoi, tworzy pod pseudonimem Rock Yanao (jap. 簗緒 ろく Yanao Roku).

## Twórczość
- 9th (2004, one-shot)
- Rust Blaster (2005–2006, Square Enix)
- Kuroshitsuji (jap. 黒執事) (2006–..., Square Enix)
- Glamorous lip (jap. グラマラス・リップ) (2006, one-shot)